# Jakubowo (województwo mazowieckie)
Jakubowo – wieś w Polsce położona w województwie mazowieckim, w powiecie żuromińskim, w gminie Lutocin.